# Parthenicus irroratus
Parthenicus irroratus är en insektsart som beskrevs av Knight 1968. Parthenicus irroratus ingår i släktet Parthenicus och familjen ängsskinnbaggar. Inga underarter finns listade i Catalogue of Life.